# Adam-lès-Passavant
Adam-lès-Passavant – miejscowość i gmina we Francji, w regionie Burgundia-Franche-Comté, w departamencie Doubs.
Według danych na rok 1990 gminę zamieszkiwało 77 osób, a gęstość zaludnienia wynosiła 8 osób/km² (wśród 1786 gmin Franche-Comté Adam-lès-Passavant plasuje się na 666. miejscu pod względem liczby ludności, natomiast pod względem powierzchni na miejscu 458.).